# Arnold (Mondkrater)
Arnold ist ein Einschlagkrater am nordöstlichen Rand der Mondvorderseite. Er liegt östlich von Neison, südlich von Baillaud  und nördlich von Democritus. Der Kraterwall ist stark erodiert und im Südwesten eingeebnet, das Kraterinnere flach und ohne Zentralberg.
| Buchstabe | Position           | Durchmesser | Link |
| --------- | ------------------ | ----------- | ---- |
| A         | 68,77° N, 39,6° O  | 55 km       |      |
| E         | 71,48° N, 38,05° O | 31 km       |      |
| F         | 67,53° N, 35,11° O | 10 km       |      |
| G         | 67,36° N, 31,41° O | 11 km       |      |
| H         | 72,58° N, 44,88° O | 13 km       |      |
| J         | 65,87° N, 33,75° O | 6 km        |      |
| K         | 70,69° N, 42,26° O | 30 km       |      |
| L         | 70° N, 35,77° O    | 35 km       |      |
| M         | 68,28° N, 43,55° O | 7 km        |      |
| N         | 70,15° N, 41,53° O | 19 km       |      |

Der Krater wurde 1935 von der IAU nach dem deutschen Astronomen Christoph Arnold offiziell benannt. Ursprünglich wurde der Name von Schroeter vergeben.

## Einzelnachweise

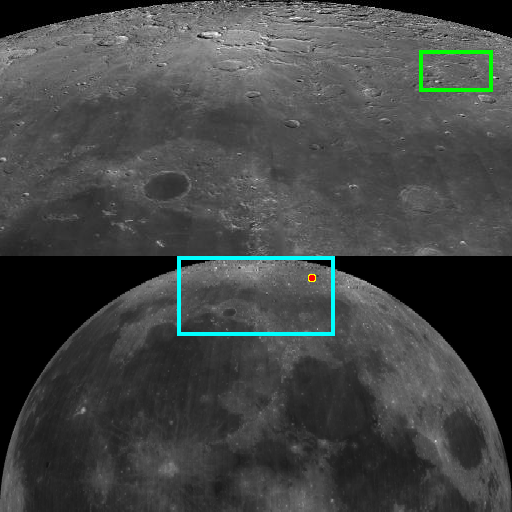
Lage von Arnold am Mondrand